# De Middelmolen
De Middelmolen is een wipmolen aan de Graafdijk West in Molenaarsgraaf, in de Nederlandse gemeente Molenlanden. De molen is vermoedelijk in 1655 gebouwd ter bemaling van de polder Giessen-Oudebenedenkerk en Molenaarsgraaf, samen met twee andere, inmiddels verdwenen molens: de Zuidmolen (gesloopt in 1952) en "De Kraak" (gesloopt in 1890).
De Middelmolen is sinds 1968 eigendom van de SIMAV. De molen is maalvaardig en bemaalt op vrijwillige basis de polder Giessen-Oudebenedenkerk en Molenaarsgraaf.